# Ярецький Генрик
Генрик Яре́цький (нар. 6 грудня 1846, Варшава — пом. 18 грудня 1918, Львів) — польський композитор, диригент, педагог.

## Біографія
Народився 6 грудня 1846 року у Варшаві. Музичну освіту здобув у Варшавському музичному інституті у Станіслава Монюшка. З 1872 року диригент, у 1874—1900 роках — головний диригент Львівської опери. З 1900 року керував хорами і викладав.
Помер у Львові 18 грудня 1918 року.

## Творчість
Автор 9-ти опер (в тому числі «Мазепа» за однойменною драмою Юліуша Словацького, 1876), симфонічних увертюр, камерно-інструментальної музики для хору з оркестром «Дума українська» (в 3-х частинах, слова Юліуша Словацького), церковних творів, солоспівів.